# 香寿美
香寿美（かすみ、1962年12月17日 - ）は、日本の女性シンガー、女優。キャッチコピーは「中高年のためのアイドル」。本名：大久保 香寿美（おおくぼ かすみ）、旧姓：近藤 香寿美（こんどう かすみ）。
京都府綴喜郡田辺町（現・京田辺市）出身。血液型はA型。身長は161cm。3サイズはB80・W57・H85。干支は寅年。星座は射手座。

## 来歴
小学4年生の時に宝塚大劇場で歌劇を観劇し、きらびやかな世界に憧れる。その日から「私は宝塚歌劇団に入る」という夢を持ち、小学5年生から京都 山口文子バレエ団に入団してクラック、モダンバレエを学ぶ。
その後、アイドルを目指す。1980年、ホリプロスカウトキャラバンに応募。大阪ABCホールの関西地区予選で、最後の5名に選ばれ、合格した（同時合格者に堀ちえみがいる）。しかし、18歳ではアイドルとしては高齢という理由で女優としてスカウトされ、ホリプロに入る。一人暮らしは危ないと祖母と二人で上京した。ホリプロだけではダメという両親の判断で東京デザイン専門学校インテリアデザイン科に入学、ホリプロに在籍しながら通学する。
テレビ神奈川の「クイズバトンタッチ」のレギュラーアシスタントとなり、モデルや様々な仕事でデビュー前の訓練をうけるも、通学していた専門学校では最優秀成績賞を受賞。専門学校を1983年に卒業後、数度の慰留を振り切る形でホリプロを退社して建築の道へ進み、一般企業に入社した。
本人は今でも宝塚受験をしなかったことを人生最大の後悔とブログで語っている。
それでも踊ることは続け、ジャズダンスブームでバレエからジャズダンスの世界へ、ニューヨークへ道場破りに行き、本場ブロードウェイで経験を積む。ダンス選手権のchacott杯では最優秀賞受賞する。
1990年、大阪新歌舞伎座での西城秀樹座長公演でのダンサーとして抜擢される。それをきっかけに八代亜紀、川中美幸、島倉千代子、中条きよしなどから出演オファーを受け、舞台女優として活動した。当時の芸名は「日向霞」（ひゅうが かすみ)であった。蜷川幸雄演出の舞台や加山雄三の全国ディナーショーツアー公演にも参加する。
西城秀樹のコンサートのバンドマスターである大久保治信と縁があり1995年に結婚。同時に芸能界を引退。
2011年の東日本大震災をきっかけに、皆が大変な世の中だからこそ、歌と踊りで少しでも人々を楽しませたいとの思いで、歌手として復帰する。「本来ならば人前に立つことをやめる年齢。だからこそ怖いものはなかった。幸いにも歌手になる環境は整っていた」とブログで語っている。だが同年、聖路加国際病院で悪性の乳癌と診断される。摘出手術が成功し、抗がん剤治療は免れた。
乳がん検診を啓蒙するピンクリボン活動にも参加。ピンクリボン運動の応援として女性が美しく生きていくために、乳癌で悲しむ人をなくしたいと、自らのブログに体験談を投稿する。
夫の大久保治信が作曲、編曲、キーボード奏者であることでプロデューサーとなり、2011年12月より都内や関西のライブハウスを中心に『中高年のためのアイドル』をキャッチフレーズに歌手活動を開始する。
2017年に椎間板ヘルニアによる座骨神経痛を発症、複数の診断や治療を受け、最終的に服用していたがんの薬を取りやめたことで収まった。この療養については『壮快』2019年7月号にも取り上げられた。
2019年12月14日に、伊勢原市立子ども科学館内プラネタリウムで映像とコラボレーションしたコンサートを開催。
2019年10月14日 浄土宗 大阪 大雲寺にて「月影ライブ」をソロコンサートで開催。
2020年1月10日発行 日本経済新聞社の日経MJ新聞に記事がトレンドとして掲載された。一面の見出しが「近いアイドル 中高年が熱狂」最終面の記事の見出しは「なんてたって近い中高年のアイドル」であった。
2020年10月に前年に続き大雲寺（大阪市）でのコンサートの出演依頼受けるが新型コロナウイルス感染症の拡大に伴い中止となり、8月に自らのブログでそれを残念とするコメントを記した。
2020年12月 浄土宗新聞12月号に香寿美の原稿が掲載された。連載『あの言葉に想う』というコラム欄に「一期一会」と「正負の法則」（美輪明宏より）という言葉に自らの体験から語った
2021年6月5日よりFM湘南ナパサにおいて本人がパーソナリティを務める番組がスタート。番組名は「香寿美のミュージックストリーム」毎週水曜日 22:00～22:30放送中。
2022年7月1日「香寿美」の音楽事務所設立。名前は「ACTプロダクション」（アクトプロダクション）Angel Create Tool productionの略称である。
2022年7月10日 愛知県 伊良湖ホテル&リゾートにて「香寿美ディナーショー」～『七夕コンサート』を開催。ソロ出演のディナーショーは初めてであった。
2022年10月8日、浄土宗 大阪 大雲寺で香寿美ソロコンサート「月影ライブ」が3年ぶりに開催された。友情出演で安倍理津子が「愛のきずな」「願い」を歌唱した。香寿美は白の燕尾服で新御三家トリビュートの選曲であった。
2022年12月13日、都内のライブレストラン「ラドンナ原宿」にて「KASUMI Birthday & Christmas Concert RED Party」が開催された。還暦を迎えた誕生日と言うことでドレスコードは「RED」。
2023年7月16日、西城秀樹のトリビュートライブがラドンナ原宿で開催された。出演はカブキロックスの氏神一番と香寿美のジョイント。キーボードは大久保治信主催者はFMたちかわ「2R again」。
2023年10月28日、大阪大雲寺月影ライブが大阪大雲寺本堂で行われた。出演、香寿美with Flower Band。 3度目となるこのライブ、コンサート終了後には大雲寺の座敷にて、香寿美ファンクラブAngelの大打ち上げ大会が行われた。
2023年10月29日、香寿美ファンクラブAngelツアーin淡路島大人の遠足が1泊2日でおこなわれた。
2023年12月12日に、都内のミュージックレストラン「ラドンナ原宿」にて「KASUMI Birthday & Christmas Concert 2023」が開催された。ドレスコードは「Pink」。
2024年3月10日、BS12の 音楽番組「あなたに届ける音楽会」に香寿美のアイドルとしての再デビュー後では初のテレビ出演。友人でもある歌手の原めぐみのコーナー。公開収録日は2024年1月19日、会場は横浜ミントホール。歌った曲はオリジナル曲「風の名前をおしえて」。
2024年7月9日、東京～六本木「バードランド」にて「KASUMI Flower Angel Concert」『中森明菜トリビュートライブ』を開催。プロデューサーはバンドマスター(キーボード)の大久保治信、ギター: 渡辺 淳  ベース:田中 優浩  ドラム:冨澤 佑璃  中森明菜の曲目「TATTOO(タトゥー)」ではボディコン衣裳で歌い踊った。。
2024年10月26日、「着物で歌うJazzライブ」が大阪 大雲寺本堂で行われた(第3回目)。出演、香寿美、 大久保 治信。 
翌日10月27日、香寿美ファンクラブAngelツアーin城崎温泉&天橋立  大人の遠足が1泊2日でおこなわれた。
2025年4月20日、東京の日の出ふ頭から出航するシンフォニークルーズ(シーライン東京) 「モデルナ号」 にて、フルコースディナー付きのサンセットクルーズコンサート「KASUMI Luxury Sunset Cruise Ship」を開催した。 このイベントでは香寿美のボーカル、 キーボードの大久保治信、ベースの 田中優浩による演奏が披露され、 ラグジュアリーな雰囲気の中で観客を魅了した。

### 舞台女優時代の出演
当時の芸名は「日向霞」。
- 「ジンギスカン」（ミュージカル）
  - 名古屋御園座（1991年9月）・新歌舞伎座（1991年11月）
- 「パリの踊り子たち」（ミュージカル） - ジュジュ役
  - 新神戸オリエンタル劇場（1992年10月）
- 「美少女戦士セーラームーン (ミュージカル)」「外伝ダークキングダム復活編」 - 桜田春菜先生役
  - バンダイによる公演（1993年）
- 「シェルブールの雨傘」（ミュージカル） - マダム ジェルベーヌ役
  - 博品館劇場（1993年）
- 「血の婚礼」
  - 銀座セゾン劇場（1993年）
- 「にごり江」
  - 近鉄劇場（1994年）

## 人物
スイーツが大好物でファンからの贈り物はチョコレートやマカロンなど甘いものばかりで、ファンからは「おやつ姫」と言われている。好きなスイーツで一番の大好物はフルーツパフェである。
映画「ミニオンズ」のミニオンが大好きでミニオングッズを自分の部屋に置きライブ会場にもアイテムが登場することもある。
2012年10月からFacebookを始めており、ファンとのコメント交流やライブ情報などプライベートライフを発信している。
自身のブログで、美味しい料理のお店を「香寿美の食べ歩き」と称して写真と共に紹介している。
西城秀樹との関係は深く27歳の頃、舞台でバックダンサーとして踊っていた。現在、夫であり本人のプロデューサーである大久保治信が西城のコンサートのバンドマスターをつとめていたということで秀樹さんが「結びの神」になったと語っている。アイドル歌手デビューしてからは西城の曲をカバーして歌っている。
自身のライブでは「強制参加型ライブ」と言っており、曲によって自分の振り付けを観客全員にも、やってもらうというスタイルが定着していて「盛り上げの天才」と自負している。
客席には40歳代の中高年も多くみられ、観客の中には「ファン同士の集まりで友達つき合いが広まった」との声も聞かれる。

## 音楽性
オリジナル曲、スタンダードジャズ、昭和歌謡曲、ハワイアンなど様々なジャンルをオリジナルアレンジで歌って踊るスタイル。 
自身も作詞作曲をし、作曲、編曲、プロデュース、キーボード奏者である大久保治信がプロデューサーとしてサポート、ライブコンサートでも演奏をつとめる。
ホリプロ時代の17才の頃にCMソングも歌っていた。

## 楽曲
- 1999年『ねこ軍のテーマ』（セガ ドリームキャスト用ゲームソフト「戦国TURB」挿入歌） 歌詞：香寿美 作曲・編曲：大久保治信
- 2000年『DOWN TOWN』作詞：香寿美 作曲：富塚和彦 編曲：大久保治信
- 2013年『想春花曲』（そうしゅんかきょく） 歌詞：香寿美 作曲・編曲：大久保治信
- 2013年『月夜のブランコ』歌詞：香寿美 作曲・編曲：大久保治信
- 2014年『Bitter Sweet Love』歌詞：香寿美 作曲・編曲：大久保治信
- 2015年『恋のパンケーキ』歌詞：香寿美 作曲・編曲：大久保治信
- 2015年『風にのせて』歌詞：香寿美 作曲・編曲：大久保治信
- 2018年『ねぇお願い』歌詞：香寿美 作曲・編曲：大久保治信
- 2019年『キューピットの恋』歌詞：柏田道夫 作曲：万砂子&香寿美 編曲：大久保治信
- 2020年『MY SONG~私の歌～』歌詞：柏田道夫 作曲：香寿美 編曲：大久保治信
- 2021年『忘れられないSunset』 作詞:香寿美 作曲:大久保治信
- 2021年9月『Shooting Star』作詞:香寿美 作曲:大浜 和史
- 2021年9月 『クリスマスローズの花束を』作詞:柏田 道夫 作曲:香寿美 編曲:大久保治信
- 2022年3月 『風の名前をおしえて』作詞: 柏田道夫 作曲: 香寿美 編曲: 大久保治信
- 2023年11月 『フォアローゼスの赤い薔薇』作詞: 柏田 道夫 作曲: 香寿美 大久保治信 編曲: 大久保 治信

ライブ履歴は公式ウェブサイトを参照。